# Пишина Роса (Бари)
Пишина Роса (итал. Piscina Rossa) је насеље у Италији у округу Бари, региону Апулија.
Према процени из 2011. у насељу је живело 14 становника. Насеље се налази на надморској висини од 106 м.